# Anterhynchium alecto
Anterhynchium alecto är en stekelart som först beskrevs av Amédée Louis Michel Lepeletier 1841.  Anterhynchium alecto ingår i släktet Anterhynchium och familjen Eumenidae.

## Underarter
Arten delas in i följande underarter:
- A. a. chozali
- A. a. lalepi
- A. a. parallelum